# Садре-Ширази-Штарк, Михаэль
Михаэль Садре-Ширази-Штарк (полное имя Фритц-Михаэль Садре-Ширази-Штарк, нем. Michael Sadre-Chirazi-Stark, 10 января 1952, Аугсбург, ФРГ) — доктор медицинских наук, почетный доктор иностранных университетов/Doctor Honoris Causa, дипломированный психиатр, профессор клинической социальной психиатрии.
Специалист в области психиатрии по поведенческой терапии, исследователь синдрома хронической усталости, последствий лонг-ковид синдрома. Автор собственной оригинальной методики диагностики и терапии постстресса и фатиг-синдрома. Основатель и руководитель собственного научно-исследовательского института профессора Штарка в Гамбурге с 2015 года по настоящее время.

## Биография
Михаэль Штарк получил диплом врача-психиатра в 1977 году в Рурском медицинском университете (Бохум, Германия). После аспирантуры в медицинском университете Мюнстера в 1984 году защитил докторскую диссертацию по медицине. В 1994 году завершил хабилитацию по теме «Переживание и преодоление болезни с точки зрения пациентов, больных шизофренией», получив научную степень «Venia Legendi».
В 1995 году был назначен профессором на кафедру социальной психиатрии Гамбургского университета. С 1999 по 2013 год возглавлял отделение психиатрии в качестве главного врача в клинике Asklepios West в Гамбурге.
В 2015 году им основан исследовательский институт по исследованию стресса и фатиг-синдрома и компания Prof. Stark Health Competence Center UG. В настоящее время он является автором и разработчиком методов комплексной терапии при синдроме хронической усталости, непереносимости физической нагрузки при онкологических заболеваниях, берн-аут синдроме, эмоциональном выгорании, а также терапевтических программ по управлению стрессом.
Профессор Михаэль Штарк является соучредителем, лектором и руководителем по поведенческой терапии Института дополнительного образования в области поведенческой терапии (IWVT), профессором Института обучения поведенческой терапии в Гамбурге (IVAH), а также основателем и членом правления Немецкого общества психологического образования.
В настоящее время профессор доктор Михаэль Штарк является членом правления Всемирного общества психосоциальной реабилитации (Всемирная ассоциация психосоциальной реабилитации), он также — заместитель её вице-президента в Европе и председатель Международного проекта по психическому здоровью на рабочих местах (2018—2021 — WAPR).

## Приоритеты и квалификация
Профессор Михаэль Штарк — специалист по психиатрии и психосоматической медицине. Во время исследовательского пребывания в Центре клинических исследований по изучению шизофрении в Государственной больнице Камарильо /Camarillo State Hospital/ University of California at Los Angeles (UCLA) в Калифорнийском университете в Лос-Анджелесе в конце 1970-х годов, он применял авторские методы психотерапии на основе поведенческой терапии для пациентов с шизофренией и разрабатывал новые методы терапии.
С 1985 по 2015 г. доктор Михаэль Штарк работал в отделении неврологии и психиатрии Университетской Клинике Эппендорф (Германия, Гамбург), где специализировался на социальной психиатрии. После завершения научной хабилитации (специальная процедура получения высшей академической квалификации, следующей после учёной степени доктора наук) на тему «Переживание и опыт преодоления болезни с точки зрения пациентов с шизофренией», как часть успешной программы психотерапии пациентов с шизофренией в рамках специализированного долгосрочного курса в неврологическом отделении больницы Квакенбрюк. Назначен профессором кафедры социальной психиатрии в Университетской Клинике Эппендорф в Гамбурге/UKE в 1995 году. Много лет официально представлял Университетскую клинику Эппендорф/UKE в рабочих группах городского ведомства по планированию и развитию медицины в Гамбурге.

## Asklepios Westklinikum Hamburg
В 1999 году профессор Штарк оставил университетскую клинику Эппендорф, чтобы создать и развить новое психиатрическое отделение в качестве главного врача в больнице Asklepios Westklinikum Hamburg. Это первое в северной Германии отделение, которое оборудовано с минимальным уровнем загрязнения окружающей среды и в строгом соответствии со строительными и биологическими критериями по экологии. В 2000 году профессор Михаэль Штарк отвечал за три психиатрические клиники в Гамбурге общим числом в 120 коек, последовательно применяя социально-психиатрические методы, основанные на целостном и уважительном подходе к пациентам в психологическом кризисе.

## Концепция базового психологического образования
Терапевтический фокус его концепции сосредоточен на просвещении пациентов о возможных причинах их болезни и её взаимосвязи с влияющими факторами социальных условий и семейной среды. Методика известна в Германии под названием «базовое психологическое образование»/Psychoedukation. Профессор Михаэль Штарк — один из основателей и член правления Немецкого общества психологического образования/Vorstand der Deutschen Gesellschaft für Psychoedukation в 2006—2013 годах.

## Обучение поведенческой терапии
В 1999 году профессор Михаэль Штарк участвовал в создании первого учебного института поведенческой терапии/Ausbildungsinstituts zur Verhaltenstherapie в Гамбурге, помог в создании Немецкого медицинского общества поведенческой терапии/ Deutsche Ärztliche Gesellschaft für Verhaltenstherapie (DÄVT), вице-президентом которого он был до 2003 года. В рамках этого специализированного общества он основал подразделение «Реабилитация», которое потом возглавлял в течение многих лет. С 2007 года профессор Штарк работал в качестве соучредителя, лектора и научного руководителя по поведенческой терапии в институте повышения квалификации поведенческой терапии в специализированном медицинском центре поведенческой терапии Фалькенрид/Falkenried в Гамбурге.

## Международные научные конгрессы по реабилитации и социальной психиатрии
Михаэль Штарк в конце 1980-х организовал первые научные конференции по психотерапии в больнице Куокенбрюк/Quakenbrück, в 1990-е годы — симпозиумы в университетской больнице Эппендорфа/Гамбург по экологической психиатрии, где под его руководством состоялись первые конгрессы врачей по реабилитации пациентов с психиатрическими заболеваниями.
В течение последующих 14 лет им был создан «Форум реабилитации в фокусе психиатрии»/ «Forum Rehabilitation — Brennpunkte der Psychiatrie». 4 В 1998 году в серии медицинских конгрессов также состоялась Всемирная ассоциация по психосоциальной реабилитации (World Association of Social Rehabilitation) в состав которой входил и профессор Штарк. В последующие годы он был избран в состав комитета по научным конгрессам Всемирной ассоциации социальной психиатрии World Association for Psychosocial Psychiatry, а в 2004 году — в секцию по урегулированию конфликтов и разрешению конфликтов/Sektion Conflict Management und Conflict Resolution, где в 2009 году был избран председателем президиума. Профессор Штарк выступал с докладом о новом методе психологической реабилитации последствий берн-аута и фатиг-синдрома на Всемирном конгрессе по психиатрии WPA 2014 в Мадриде (Испания). В 2016 году на научном конгрессе по психиатрии в Кейптауне (ЮАР, Африка) профессор Штарк представил свои научные исследования по измерению уровня стресса организма и по специализированной телесноориентированной терапии.

## Сотрудничество
Международные контакты профессора Штарка включают в круг общения соседние с Германией страны — Польшу и Украину. Он является соучредителем Немецко-польского общества психического здоровья/Deutsch-Polnischen Gesellschaft für seelische Gesundheit, которое поставило перед собой задачу сохранения памяти о нацистских преступлениях против психически больных людей, которые в годы Второй Мировой войны массово были перевезены нацистами из немецких больниц в польские лагеря смерти и уничтожены. Общество находится в немецком городе Цвифальтен, (нем. Zwiefalten) — коммуна в Германии, в земле Баден-Вюртемберг.
Общественная инициатива положила начало партнерским отношениям между врачами немецких и польских клиник. Группы польских и украинских коллег неоднократно были почетными гостями на конгрессах «Форума реабилитации». За верность и приверженность медицинской науке в 1999 году в Варшаве профессор Михаэль Штарк был объявлен почетным членом Польского психиатрического общества (польск. Polskie Towarzystwo Psychiatryczne). В 2000 году профессор Михаэль Штарк получил почетную докторскую степень (лат.) Doctor Honoris Causa Львовского национального медицинского университета имени Даниила Галицкого в Украине/Ehrendoktorwürde (Dr. h. c.) der Medizinischen Fakultät der Universität Lemberg.

## Научные и общественные проекты
В 2012 году профессор Михаэль Штарк был избран в правление Всемирного общества по психосоциальной реабилитации и взял на себя руководство международным проектом на тему «Психическое здоровье на работе — способы профилактики и реабилитации».
Здесь он внес в научный вклад свой многолетний опыт работы в области изучения стресса, который основан на «Концепции стресса и стрессовой болезни уязвимости», на основе которой были разработаны специальные психотерапевтические подходы для пациентов. Профессор Михаэль Штарк опубликовал свою первую книгу по самопомощи для пациентов в 1999 году - «Когда душа сигналит SOS» /«Wenn die Seele SOS funkt».

## Институт профессора Штарка
В июне 2013 года профессор Михаэль Штарк принял решение оставить клинику Asklepios West, чтобы всецело посвятить себя диагностике и терапии психологических и физических симптомов постстресса в рамках своего недавно созданного Института профессора Штарка. В дополнение к индивидуальной и групповой терапии он постоянно разрабатывает новые интерактивные формы взаимодействия и онлайн-программы для профилактики, диагностики и терапии. С целью того, чтобы сделать социально значимую тему предотвращения эмоционального выгорания/Burn-out более эффективной, профессор Михаэль Штарк разработал программу Профилактического центра и специальные семинары для инноваций.

## Исследования
В сотрудничестве с Университетом Лойфана/Leuphana в Люнебурге/ Lüneburg (Северная Германия) профессор Штарк и его институт проводят исследования по эффективности онлайн-программ по борьбе с эмоциональным выгоранием/Burn-out. Докторские диссертации курируются профессором Михаэлем Штарком в сотрудничестве с медицинским колледжем Asklepios Medical School.

## «Seelenstark Nord»/ «Сила души Севера»
Профессор Михаэль Штарк участвует в созданной им Ассоциации психотерапии «Сила души Севера»/ «Seelenstark Nord», которая поддерживает пациентов, нуждающихся в психотерапевтической и/или психиатрической помощи — а также их родственников и сотрудников в психиатрических учреждениях.

## Научные методики
«Модель энергетического резервуара» разработана профессором Михаэлем Штарком в качестве основы для тренинга по предотвращению эмоционального выгорания. Методика выявляет маркеры объёма психической энергии организма. Методика предназначена для максимально раннего выявления тревожных сигналов психики, которые могут доказательно определять риски выгорания и другие проблемы со стороны психического и физического здоровья.

## Награды и звания
С 1999 года — Почетный член Польского психиатрического общества (польск. Polskie Towarzystwo Psychiatryczne). (Варшава, Польша).
С 2000 года — Почетный доктор, Honoris causa — Dr. h.c. — (лат.) Doktor honoris causa — профессор, доктор психиатрии Львовского национального медицинского университета имени Даниила Галицкого (Львов, Украина).